# Mussol d'Atena
El mussol d'Atena és, en la mitologia grega, l'au que acompanya Atena, deessa de la saviesa, les arts i les tècniques de la guerra, a més de la protectora de la ciutat d'Atenes i la patrona dels artesans; la deessa romana corresponent és Minerva. El mussol d'Atena ha estat utilitzat en la cultura occidental com a símbol de la filosofia.

## Origen
D'acord amb la mitologia, Atena és fruit de la unió entre Zeus i Metis, deessa de la prudència. Zeus es va empassar Metis quan aquesta estava a punt de donar a llum a Atena, per indicació d'Urà i Gea, per evitar que cap altre déu fos tan poderós com Zeus. En l'instant en què la deessa donava a llum, Hefest va partir d'una destralada el cap de Zeus, i de la bretxa en va sortir Atena vestida amb una armadura i llançant un potent crit de guerra. El concepte analògic amb la saviesa prové de la idea del naixement de la deessa del cap del més important dels déus.

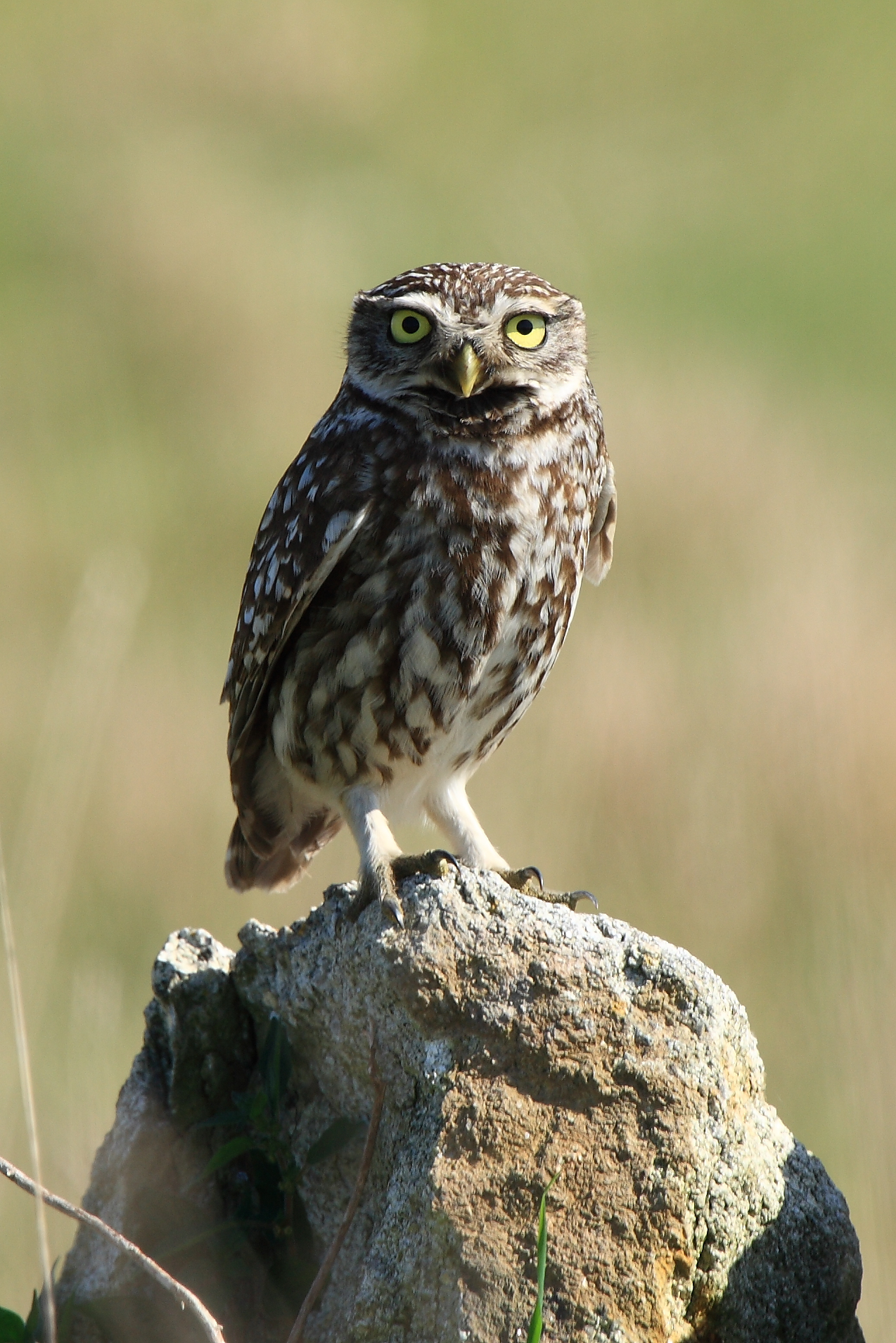
Mussol comú europeu (Athene noctua)

La observació de Hegel a Grundlinien der Philosophie des Rechts de die Eule der Minerva beginnt erst mit der einbrechenden Dämmerung ihren Flug («l'au de Minerva no emprèn el vol fins al crepuscle»), s'interpreta com que una època de la història no s'entén fins al seu final, de manera que la filosofia no ha d'entendre's com predictora ni, per tant, com prescriptora, ja que només aconsegueix l'enteniment dels fenòmens després d'haver-se produït aquests.

## Mite
Atena era la deessa patrona d'Atenes, i les monedes en ús en l'era clàssica atenesa estaven encunyades amb la imatge d'un exemplar d'aquest mussol. De la mateixa Atena es diu que tenia «ulls de mussol», com a senyal de saviesa i perspicàcia. L'epítet homèric més comú per a Atena, glaucopis (γλαυκῶπις) comparteix la seva arrel amb la del nom grec del mussol, glaux (γλαύξ), i sol traduir-se per «ulls brillants», combinació de glaukos (γλαύκος) «brillant o platejat», posteriorment «blau o gris», i ôps (ὤψ) «ull», o de vegades «rostre», o també per «ulls de mussol». Respecte a aquest epítet, D'Arcy Wentworth Thompson assenyala en el seu glossari la foscor del terme, i intueix que podria referir-se a la lluna.
No obstant això, no tots els estrígids s'associen a la saviesa. Ascàlaf va ser transformat en mussol emigrant per Demèter per castigar-lo quan va acusar Persèfone, filla de la deessa, per haver menjat les llavors de magrana que li impedien tornar de forma permanent al món superior.